# Catherine's Town
Catherine's Town, nekadašnje selo Seneca Indijanaca, plemena iz saveza Irokeza, koje se nalazilo na mjestu današnjeg grada Catherine ili Watkins Glena u okrugu Schuyler. Svoje ime dobio je po Kanađanki Catherine Montour, koja je bila zarobljena od Seneca, a kasnije zauzela važno mjesto u matrijarhatskom društvu Seneca, pa su po njoj prozvani i gradovi Catharine, Montour i Montour Falls. Catherine's Town uništio je John Sullivan 1779.